# Eurovision Song Contest 2007
La cinquantaduesima edizione dell'Eurovision Song Contest si è svolta presso la Hartwall Arena di Helsinki, in Finlandia, il 10 e 12 maggio 2007 ed è stata organizzata da Yleisradio (Yle).
Il concorso si è articolato in una semifinale e una finale, entrambe presentate da Mikko Leppilampi e Jaana Pelkonen, mentre Krisse Salminen ha condotto l'evento dalla green room e dalla piazza del Senato.
Questa edizione ha visto il più alto numero di partecipanti di sempre, record mantenuto fino al 2011; questo grazie all'abolizione del limite di partecipanti precedentemente imposto dall'Unione europea di radiodiffusione (UER). Hanno debuttato: Repubblica Ceca, Georgia e, come paesi separati, Serbia e Montenegro; sono inoltre tornate, dopo un anno di assenza, Austria e Ungheria. L'unico paese a ritirarsi è stato il Principato di Monaco.
La vincitrice è stata Marija Šerifović con Molitva, per la Serbia.

## Organizzazione

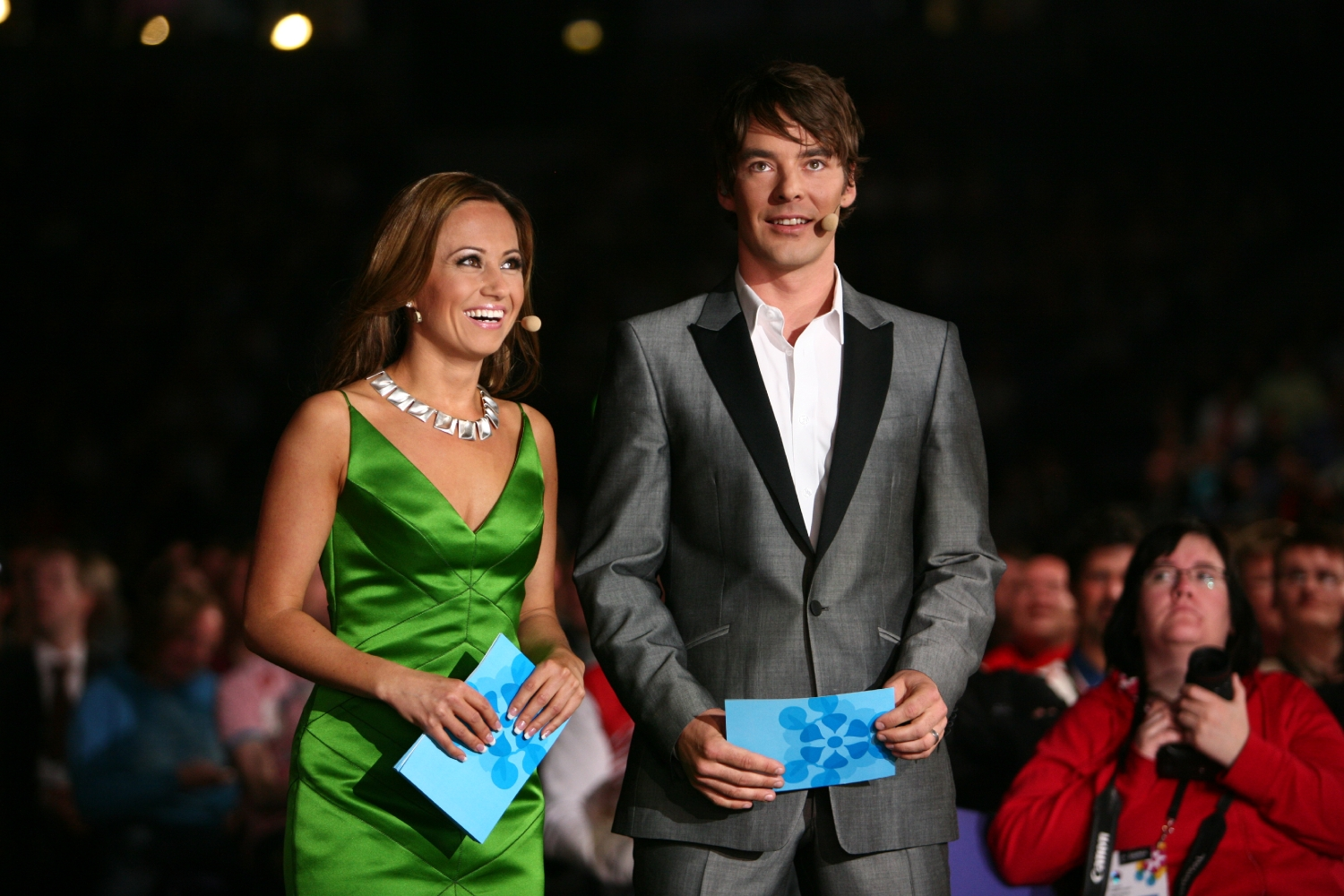
I due presentatori dell'evento: Mikko Leppilampi e Jaana Pelkonen

### Produzione e presentazione
Il produttore esecutivo dell'evento è stato Heikki Seppälä, mentre il regista è stato Timo Suomi. Il supervisore esecutivo dell'evento, per il quarto anno consecutivo è stato lo svedese Svante Stockselius.
I partner ufficiali dell'edizione sono stati: l'azienda di telecomunicazioni TeliaSonera, l'azienda per la produzione di impianti dentali Nobel Biocare e l'Anno europeo delle pari opportunità per tutti.
L'evento è stato trasmesso per la prima volta in alta definizione.

Screenshot tratto dalla trasmissione televisiva dell'Eurovision Song Contest 2007

### Logo, slogan e visual design
Il 27 novembre 2006 è stato annunciato lo slogan della manifestazione: True Fantasy (in italiano: pura fantasia), al fine di dare libero sfogo alla creazione nel festival. Il logo della manifestazione è stato disegnato dall'agenzia Dog Design con elementi rassomiglianti un caleidoscopio.
Dopo la scelta della sede il palco della manifestazione è stato strutturato al fine di essere simile al kantele, uno strumento a corde tipico dei paesi baltici, nonché strumento musicale nazionale della Finlandia.

### Scelta della sede
Dopo la vittoria dei Lordi all'Eurovision Song Contest 2006, l'emittente finlandese Yleisradio (Yle) accettò di organizzare ed ospitare l'Eurovision Song Contest 2007, ricevendo un totale di sette candidature dalle maggiori città finlandesi: Espoo, Helsinki, Kittilä, Lahti, Rovaniemi, Tampere e Turku.
Dopo aver valutato le candidature, Yle ha decretato che ad ospitare la manifestazione sarebbe stata la Hartwall Arena di Helsinki, capitale della Finlandia che, per l'occasione, ha assunto il nome di Helsinki Arena.
| Città     | Sede             | Capacità |
| --------- | ---------------- | -------- |
| Espoo     | LänsiAuto Areena | 6 800    |
| Helsinki  | Hartwall Arena   | 15 000   |
| Helsinki  | Jaahalli         | 8 000    |
| Kittilä   | Levi             | -        |
| Lahti     | Sibelius Hall    | -        |
| Lahti     | Lahden Jäähalli  | 8 000    |
| Rovaniemi | Lappi Areena     | -        |
| Tampere   | Hakametsä        | 7 800    |
| Turku     | Elysee Arena     | 12 000   |

## Stati partecipanti

Paesi partecipanti
Paesi che non si sono qualificati per la finale
Paesi che hanno partecipato in passato ma non hanno partecipato nel 2007

Paesi partecipanti
     Paesi che non si sono qualificati per la finale
     Paesi che hanno partecipato in passato ma non hanno partecipato nel 2007
| Stato                     | Artista                            | Brano                      | Lingua                                               | Processo di selezione                                                                       |
| ------------------------- | ---------------------------------- | -------------------------- | ---------------------------------------------------- | ------------------------------------------------------------------------------------------- |
| Albania                   | Frederik Ndoci                     | Hear My Plea               | Inglese, albanese                                    | Festivali i Këngës 45, 23 dicembre 2006                                                     |
| Andorra                   | Anonymous                          | Salvem el món              | Catalano, inglese                                    | Interno                                                                                     |
| Armenia                   | Hayko                              | Anytime You Need           | Armeno, inglese                                      | Finale nazionale, 25 febbraio 2007                                                          |
| Austria                   | Eric Papilaya                      | Get a Life – Get Alive     | Inglese                                              | Interno                                                                                     |
| Belgio                    | The KMG's                          | Love Power                 | Inglese                                              | Interno                                                                                     |
| Bielorussia               | Dzmitryj Kaldun                    | Work Your Magic            | Inglese                                              | Eurofest 2007, 22 gennaio 2007                                                              |
| Bosnia ed Erzegovina      | Marija Šestić                      | Rijeka bez imena           | Serbo                                                | Interno                                                                                     |
| Bulgaria                  | Elitsa Todorova & Stoyan Yankoulov | Water                      | Bulgaro                                              | Pesen Na Evrovizija 2007, 24 febbraio 2007                                                  |
| Cipro                     | Evridiki                           | Comme ci, comme ça         | Francese                                             | Interno, 23 febbraio 2007                                                                   |
| Croazia                   | Dragonfly feat. Dado Topić         | Vjerujem u ljubav          | Croato, inglese                                      | Dora 2007, 3 marzo 2007                                                                     |
| Danimarca                 | DQ                                 | Drama Queen                | Inglese                                              | Dansk Melodi Grand Prix 2007, 10 febbraio 2007                                              |
| Estonia                   | Gerli Padar                        | Partners in Crime          | Inglese                                              | Eurolaul 2007, 3 febbraio 2007                                                              |
| Finlandia (organizzatore) | Hanna Pakarinen                    | Leave Me Alone             | Inglese                                              | Euroviisut 2007, 17 febbraio 2007                                                           |
| Francia                   | Les Fatals Picards                 | L'amour à la française     | Francese, inglese                                    | Finale nazionale, 6 marzo 2007                                                              |
| Georgia                   | Sopho                              | Visionary Dream            | Inglese                                              | Interno per l'artista; Finale nazionale per il brano, 3 marzo 2007                          |
| Germania                  | Roger Cicero                       | Frauen regier'n die Welt   | Tedesco, inglese                                     | Ünser star für Helsinki, 8 marzo 2007                                                       |
| Grecia                    | Sarbel                             | Yassou Maria               | Inglese                                              | Ellinikós Telikós 2007, 28 febbraio 2007                                                    |
| Irlanda                   | Dervish                            | They Can't Stop the Spring | Inglese                                              | Interno per l'artista; The Late Late Show per il brano, 16 febbraio 2007                    |
| Islanda                   | Eiríkur Hauksson                   | Valentine Lost             | Inglese                                              | Söngvakeppni Sjónvarpsins 2007, 17 febbraio 2007                                            |
| Israele                   | Teapacks                           | Push the Button            | Ebraico, inglese, francese                           | Interno per l'artista; Finale nazionale per il brano                                        |
| Lettonia                  | Bonaparti.lv                       | Questa notte               | Italiano                                             | Eirodziesma 2007, 24 febbraio 2007                                                          |
| Lituania                  | 4FUN                               | Love or Leave              | Inglese                                              | Nacionalinis finalas 2007, 3 marzo 2007                                                     |
| Macedonia                 | Karolina Gočeva                    | Mojot svet                 | Macedone, inglese                                    | Skopje Fest 2007, 24 febbraio 2007                                                          |
| Malta                     | Olivia Lewis                       | Vertigo                    | Inglese                                              | Malta Song For Europe 2007, 3 febbraio 2007                                                 |
| Moldavia                  | Natalia Barbu                      | Fight                      | Inglese                                              | Interno, 14 dicembre 2006                                                                   |
| Montenegro                | Stevan Faddy                       | Ajde, kroči                | Montenegrino                                         | MontenegroSong 2007, 25 febbraio 2007                                                       |
| Norvegia                  | Guri Schanke                       | Ven a bailar conmigo       | Inglese, spagnolo                                    | Melodi Grand Prix 2007, 10 febbraio 2007                                                    |
| Paesi Bassi               | Edsilia Rombley                    | On Top of the World        | Inglese                                              | Interno per l'artista, 16 dicembre 2006; Mooi! Weer De Leeuw per il brano, 11 febbraio 2007 |
| Polonia                   | The Jet Set                        | Time to Party              | Inglese                                              | Piosenka dla Europy 2007, 3 febbraio 2007                                                   |
| Portogallo                | Sabrina                            | Dança comigo               | Portoghese, inglese, francese, spagnolo              | Festival da Canção 2007, 10 marzo 2007                                                      |
| Regno Unito               | Scooch                             | Flying the Flag (For You)  | Inglese                                              | Eurovision: Making Your Mind Up 2007, 17 marzo 2007                                         |
| Repubblica Ceca           | Kabát                              | Malá dáma                  | Ceco                                                 | Eurosong 2007, 10 marzo 2007                                                                |
| Romania                   | Todomondo                          | Liubi, Liubi, I Love You   | Inglese, rumeno, spagnolo, italiano, francese, russo | Selecția Națională 2007, 10 febbraio 2007                                                   |
| Russia                    | Serebro                            | Song #1                    | Inglese                                              | Interno, 8 marzo 2007                                                                       |
| Serbia                    | Marija Šerifović                   | Molitva                    | Serbo                                                | Beovizija 2007, 8 marzo 2007                                                                |
| Slovenia                  | Alenka Gotar                       | Cvet z juga                | Sloveno                                              | EMA 2007, 3 febbraio 2007                                                                   |
| Spagna                    | D'Nash                             | I Love You Mi Vida         | Spagnolo, inglese                                    | Misión Eurovisión 2007, 24 febbraio 2007                                                    |
| Svezia                    | The Ark                            | The Worrying Kind          | Inglese                                              | Melodifestivalen 2007, 10 marzo 2007                                                        |
| Svizzera                  | DJ BoBo                            | Vampires Are Alive         | Inglese                                              | Interno                                                                                     |
| Turchia                   | Kenan Doğulu                       | Shake It Up Şekerim        | Inglese                                              | Interno                                                                                     |
| Ucraina                   | Vjerka Serdjučka                   | Dancing Lasha Tumbai       | Tedesco, inglese, suržik                             | Jevrobačennja 2007, 9 marzo 2007                                                            |
| Ungheria                  | Magdolna Rúzsa                     | Unsubstantial Blues        | Inglese                                              | Fonogram Hungarian Music Awards 2007                                                        |

## Struttura di voto
Ogni paese premia con dodici, dieci, otto e dal sette all'uno, punti per le proprie dieci canzoni preferite.

## Semifinale
La semifinale si è svolta il 10 maggio 2007; vi hanno partecipato 28 stati, e hanno votato tutti i 42 paesi partecipanti.
| N° | Stato           | Cantante                         | Canzone                | Punti | Posizione |
| -- | --------------- | -------------------------------- | ---------------------- | ----- | --------- |
| 01 | Bulgaria        | Elica Todorova & Stojan Jankulov | Water                  | 146   | 6         |
| 02 | Israele         | Teapacks                         | Push the Button        | 17    | 24        |
| 03 | Cipro           | Evridiki                         | Comme ci, comme ça     | 65    | 15        |
| 04 | Bielorussia     | Dzmitryj Kaldun                  | Work Your Magic        | 176   | 4         |
| 05 | Islanda         | Eiríkur Hauksson                 | Valentine Lost         | 77    | 13        |
| 06 | Georgia         | Sopho                            | Visionary Dream        | 123   | 8         |
| 07 | Montenegro      | Stevan Faddy                     | Ajde, kroči            | 33    | 22        |
| 08 | Svizzera        | DJ Bobo                          | Vampires Are Alive     | 40    | 20        |
| 09 | Moldavia        | Natalia Barbu                    | Fight                  | 91    | 10        |
| 10 | Paesi Bassi     | Edsilia Rombley                  | On Top of the world    | 38    | 21        |
| 11 | Albania         | Frederik Ndoci                   | Hear My Plea           | 49    | 17        |
| 12 | Danimarca       | DQ                               | Drama Queen            | 45    | 19        |
| 13 | Croazia         | Dragonfly & Dado Topić           | Vjerujem u ljubav      | 54    | 16        |
| 14 | Polonia         | The Jet Set                      | Time to Party          | 75    | 14        |
| 15 | Serbia          | Marija Šerifović                 | Molitva                | 298   | 1         |
| 16 | Repubblica Ceca | Kabát                            | Malá dáma              | 1     | 28        |
| 17 | Portogallo      | Sabrina                          | Dança comigo           | 88    | 11        |
| 18 | Macedonia       | Karolina                         | Mojot svet             | 97    | 9         |
| 19 | Norvegia        | Guri Schanke                     | Ven a bailar conmigo   | 48    | 18        |
| 20 | Malta           | Olivia Lewis                     | Vertigo                | 15    | 25        |
| 21 | Andorra         | Anonymous                        | Salvem el món          | 80    | 12        |
| 22 | Ungheria        | Magdi Rúzsa                      | Unsubstantial Blues    | 224   | 2         |
| 23 | Estonia         | Gerli Padar                      | Partners in Crime      | 33    | 22        |
| 24 | Belgio          | The KMG's                        | Love Power             | 14    | 26        |
| 25 | Slovenia        | Alenka Gotar                     | Cvet z juga            | 140   | 7         |
| 26 | Turchia         | Kenan Doğulu                     | Shake It Up Şekerim    | 197   | 3         |
| 27 | Austria         | Eric Papilaya                    | Get a Life - Get Alive | 4     | 27        |
| 28 | Lettonia        | Bonaparti.lv                     | Questa notte           | 168   | 5         |

12 punti
| N. | A           | Da |
| -- | ----------- | --- |
| 9  | Serbia      | Austria, Bosnia e Erzegovina, Croazia, Macedonia, Montenegro, Repubblica Ceca, Slovenia, Svizzera, Ungheria |
| 6  | Turchia     | Albania, Belgio, Francia, Germania, Paesi Bassi, Regno Unito                                                |
| 5  | Bielorussia | Armenia, Israele, Moldavia, Russia, Ucraina                                                                 |
| 5  | Lettonia    | Estonia, Irlanda, Lituania, Malta, Polonia                                                                  |
| 3  | Ungheria    | Danimarca, Islanda, Serbia                                                                                  |
| 3  | Islanda     | Finlandia, Norvegia, Svezia                                                                                 |
| 3  | Moldavia    | Bielorussia, Portogallo, Romania                                                                            |
| 2  | Bulgaria    | Cipro, Turchia                                                                                              |
| 1  | Andorra     | Spagna |
| 1  | Belgio      | Georgia |
| 1  | Cipro       | Grecia |
| 1  | Estonia     | Lettonia |
| 1  | Macedonia   | Bulgaria |
| 1  | Portogallo  | Andorra |

## Finale
La finale si è svolta il 12 maggio 2007; vi hanno gareggiato 24 stati di cui:
- i primi 10 classificati durante la semifinale;
- i primi 10 classificati dell'Eurovision Song Contest 2006;
- i 4 finalisti di diritto, i cosiddetti Big Four, ovvero Francia, Germania, Regno Unito e Spagna.

Ad aprire il televoto e a premiare la vincitrice è stato Babbo Natale (il rappresentante che vive a Rovaniemi, terra di origine dei Lordi, che hanno aperto la finale).
| N° | Stato                | Cantante                         | Canzone                    | Punti | Posizione |
| -- | -------------------- | -------------------------------- | -------------------------- | ----- | --------- |
| 01 | Bosnia ed Erzegovina | Marija Šestić                    | Rijeka bez imena           | 106   | 11        |
| 02 | Spagna               | D'Nash                           | I Love You mi vida         | 43    | 20        |
| 03 | Bielorussia          | Dzmitryj Kaldun                  | Work Your Magic            | 145   | 6         |
| 04 | Irlanda              | Dervish                          | They Can't Stop the Spring | 5     | 24        |
| 05 | Finlandia            | Hanna Pakarinen                  | Leave Me Alone             | 53    | 17        |
| 06 | Macedonia            | Karolina                         | Mojot svet                 | 73    | 14        |
| 07 | Slovenia             | Alenka Gotar                     | Cvet z juga                | 66    | 15        |
| 08 | Ungheria             | Magdi Rúzsa                      | Unsubstantial Blues        | 128   | 9         |
| 09 | Lituania             | 4FUN                             | Love or Leave              | 28    | 21        |
| 10 | Grecia               | Sarbel                           | Yassou Maria               | 139   | 7         |
| 11 | Georgia              | Sopho                            | Visionary Dream            | 97    | 12        |
| 12 | Svezia               | The Ark                          | The Worrying Kind          | 51    | 18        |
| 13 | Francia              | Les Fatals Picards               | L'amour à la française     | 19    | 22        |
| 14 | Lettonia             | Bonaparti.lv                     | Questa notte               | 54    | 16        |
| 15 | Russia               | Serebro                          | Song # 1                   | 207   | 3         |
| 16 | Germania             | Roger Cicero                     | Frauen regier'n die Welt   | 49    | 19        |
| 17 | Serbia               | Marija Šerifović                 | Molitva                    | 268   | 1         |
| 18 | Ucraina              | Verka Serduchka                  | Dancing Lasha Tumbai       | 235   | 2         |
| 19 | Regno Unito          | Scooch                           | Flying the Flag (For You)  | 19    | 22        |
| 20 | Romania              | Todomondo                        | Liubi, liubi, I Love You   | 84    | 13        |
| 21 | Bulgaria             | Elica Todorova & Stojan Jankulov | Water                      | 157   | 5         |
| 22 | Turchia              | Kenan Doğulu                     | Shake It Up Şekerim        | 163   | 4         |
| 23 | Armenia              | Hayko                            | Anytime You Need           | 138   | 8         |
| 24 | Moldavia             | Natalia Barbu                    | Fight                      | 109   | 10        |

12 punti
| N. | A           | Da |
| -- | ----------- | --- |
| 9  | Serbia      | Austria, Bosnia e Erzegovina, Croazia, Finlandia, Macedonia, Montenegro, Slovenia, Svizzera, Ungheria |
| 5  | Ucraina     | Andorra, Repubblica Ceca, Lettonia, Polonia, Portogallo                                               |
| 5  | Turchia     | Belgio, Francia, Germania, Paesi Bassi, Regno Unito                                                   |
| 3  | Russia      | Armenia, Bielorussia, Estonia                                                                         |
| 3  | Bielorussia | Israele, Russia, Ucraina                                                                              |
| 2  | Armenia     | Georgia, Turchia                                                                                      |
| 2  | Finlandia   | Islanda, Svezia                                                                                       |
| 2  | Grecia      | Bulgaria, Cipro                                                                                       |
| 2  | Svezia      | Danimarca, Norvegia                                                                                   |
| 2  | Romania     | Moldavia, Spagna                                                                                      |
| 1  | Bulgaria    | Grecia                                                                                                |
| 1  | Georgia     | Lituania                                                                                              |
| 1  | Lituania    | Irlanda                                                                                               |
| 1  | Moldavia    | Romania                                                                                               |
| 1  | Spagna      | Albania                                                                                               |
| 1  | Regno Unito | Malta                                                                                                 |
| 1  | Ungheria    | Serbia                                                                                                |

## Marcel Bezençon Awards
I vincitori sono stati:
- Press Award:  Ucraina
- Artistic Award:  Serbia
- Composer Award:  Ungheria

## OGAE 2007
L'OGAE 2007 è una classifica fatta da gruppi dell'OGAE, un'organizzazione internazionale che consiste in un network di oltre 40 fan club del Contest di vari Paesi europei e non. Come ogni anno, i membri dell'OGAE hanno avuto l'opportunità di votare per la loro canzone preferita prima della gara e i risultati sono stati pubblicati sul sito web dell'organizzazione.
| Posizione | Paese       | Cantante         | Canzone*           | Punti |
| --------- | ----------- | ---------------- | ------------------ | ----- |
| 1         | Serbia      | Marija Šerifović | Molitva            | 184   |
| 2         | Bielorussia | Dzmitryj Kaldun  | Work Your Magic    | 159   |
| 3         | Svizzera    | DJ Bobo          | Vampires Are Alive | 155   |
| 4         | Cipro       | Evridiki         | Comme ci, comme ça | 142   |
| 5         | Grecia      | Sarbel           | Geia sou Maria     | 107   |

*La tabella raffigura il voto finale di 40 OGAE club.